# 饗庭野分屯基地
座標: 北緯35度22分4秒 東経136度0分36秒 / 北緯35.36778度 東経136.01000度

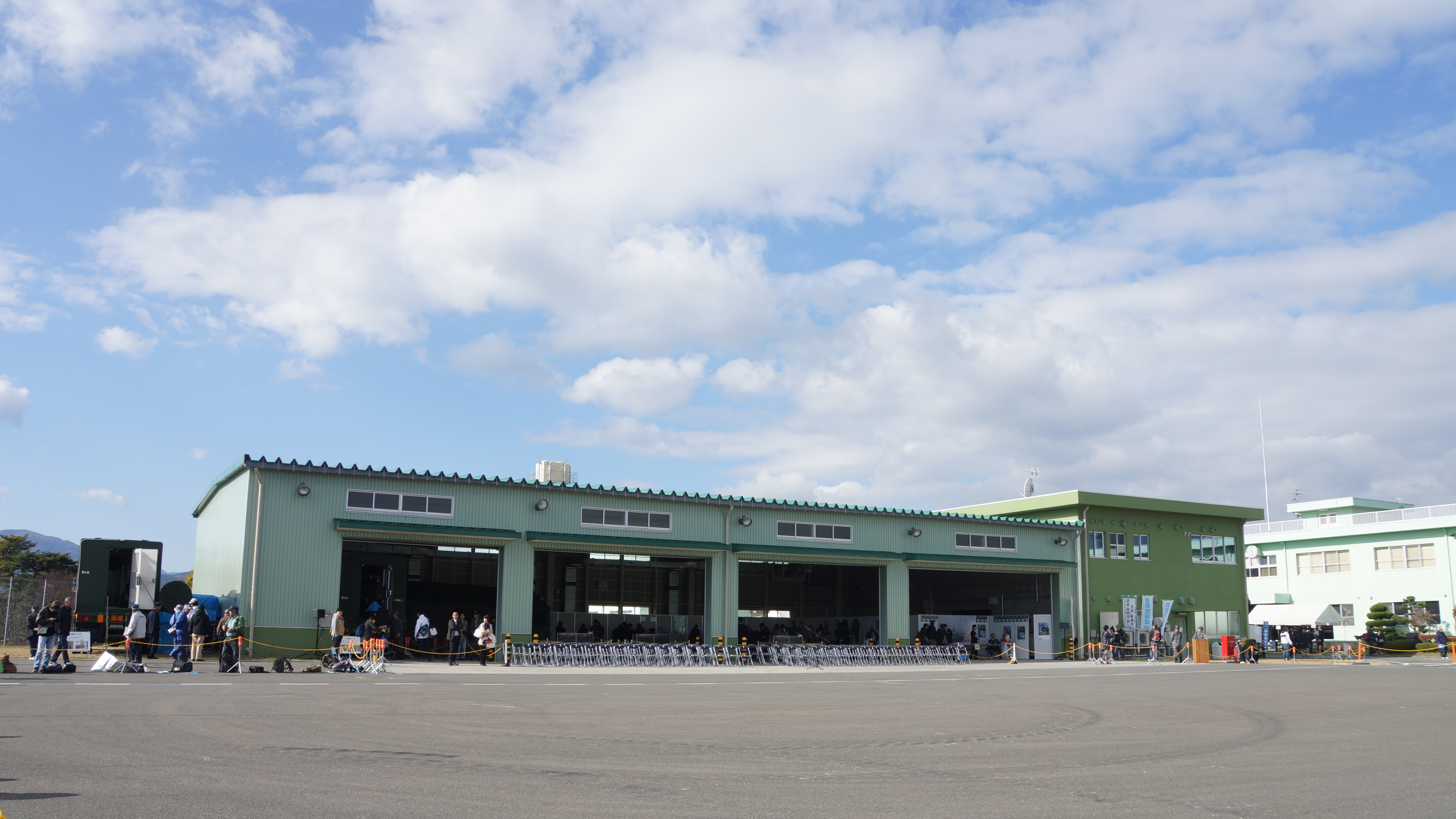
饗庭野分屯基地車庫

饗庭野分屯基地（あいばのぶんとんきち、JASDF Aibano Sub Base）は、滋賀県高島市新旭町饗庭3356-1に所在し、地対空ミサイル部隊の第12高射隊が配置されている航空自衛隊岐阜基地の分屯基地。陸上自衛隊饗庭野演習場の南側外縁にある。
分屯基地司令は、第12高射隊長が兼務。

## 配置部隊

### 航空総隊中部航空方面隊隷下
- （中部高射群）
  - 第12高射隊

## 沿革
- 1972年（昭和47年） - 饗庭野分屯基地創設。
- 1973年（昭和48年） - 第12高射隊新編（ナイキ-Jミサイル）。
- 1993年（平成5年） - 装備をペトリオットへ改編。
- 2009年（平成21年） - ペトリオットPAC-3が配備された。